# Мургул
Мургул (тур. Murgul) — город и район провинции Артвин в Черноморском регионе Турции.
Известен своими богатыми медными рудниками и горной природой. Территория преимущественно покрыта лесами, характеризуется крутыми склонами и узкими речными долинами. Через район протекает река Мургул, являющаяся притоком Чороха.

## Этимология
Происхождение названия Мургул остаётся предметом споров. Согласно версии Севана Нишаняна, топоним восходит к древнегреческому происхождению, однако ни в известных источниках Древней Греции, ни в текстах урартского периода это название не встречается.
Первое достоверное упоминание о Мургуле содержится в «Армянской географии» VII века, где населённый пункт фигурирует под названием «Мрул». В более поздних грузинских и турецких источниках топоним «Мургул» упоминается не как поселение, а как название реки или долины.
В начале XX века название Мургул появляется в русских и турецких документах уже как обозначение административной единицы — нахии в составе казы Борчка Чорухского вилайета Османской империи. Впервые как деревня Мургул зафиксирован в издании Министерства внутренних дел Турции Köylerimiz 1933 года. В издании того же названия 1968 года деревня указана под новым официальным именем Гёкташь, при сохранении старого названия Мургул как устаревшего.

## История
В древности территория современного Мургула входила в состав древнегрузинского царства Колхида, а позднее — Лазики (Эгриси). В византийский период и в эпоху средневековой Грузии регион входил в состав Тао-Кларджети. До сих пор сохранились следы грузинской архитектуры — церкви и монастыри, частично разрушенные или переоборудованные.
С XVI века Мургул вошёл в состав Османской империи. В XIX веке началась промышленная добыча меди, что стало важным фактором в развитии региона. После русско-турецкой войны (1877–1878) район на короткое время оказался под контролем Российской империи, а затем вновь вернулся к Османской империи. По Карсскому договору 1921 года территория окончательно вошла в состав Турции.

## Население
По данным на 2022 год, численность населения района составляет около 6 400 человек. Население сосредоточено в городе Мургул и нескольких деревнях. В XX веке район испытал значительную миграцию населения в крупные города из-за ограниченных экономических возможностей.